# Plectronoceras
Plectronoceras са род изкопаеми главоноги и техни най-ранни представители, живели през късен камбрий.
Познати са 14 вида от седименти от североизточен Китай. Всички открити фосили обаче не са запазени изцяло, поради което не е ясно напълно тяхното устройство. Приблизително половината от раковината им е разделена от септи на отделни кухини.